# Єлловгед (Манітоба)
Єлловгед (англ. Yellowhead) — сільський муніципалітет в Канаді, у провінції Манітоба.

## Населення
За даними перепису 2016 року, сільський муніципалітет нараховував 1948 жителів, показавши скорочення на 1,3%, порівняно з 2011-м роком. Середня густина населення становила 1,8 осіб/км².
З офіційних мов обидвома одночасно володіли 35 жителів, тільки англійською — 1 865. Усього 225 осіб вважали рідною мовою не одну з офіційних, з них 150 — українську.
Працездатне населення становило 62,3% усього населення, рівень безробіття — 6,5% (9,1% серед чоловіків та 4,4% серед жінок). 79,5% були найманими працівниками, 18,5% — самозайнятими.
Середній дохід на особу становив $39 817 (медіана $31 048), при цьому для чоловіків — $48 074, а для жінок $31 728 (медіани — $37 760 та $25 792 відповідно).
27,1% мешканців мали закінчену шкільну освіту, не мали закінченої шкільної освіти — 26,5%, 46,1% мали післяшкільну освіту, з яких 20,3% мали диплом бакалавра, або вищий.
| Статево-вікова структура населення | Статево-вікова структура населення | Статево-вікова структура населення | Статево-вікова структура населення | Статево-вікова структура населення |
| ---------------------------------- | ---------------------------------- | ---------------------------------- | ---------------------------------- | ---------------------------------- |
|                                    |                                    |                                    |                                    |                                    |
| Всього                             | Всього                             | 48,7%51,3%                         |                                    |                                    |
| 0 — 14 років                       | 0 — 14 років                       |                                    | 13,7%                              | 13,7%                              |
| 15 — 64 років                      | 15 — 64 років                      |                                    | 56,1%                              | 56,1%                              |
| 65 і більше                        | 65 і більше                        |                                    | 30,2%                              | 30,2%                              |
| 85 і більше                        | 85 і більше                        |                                    | 5,9%                               | 5,9%                               |
| Середній вік (років)               | Середній вік (років)               | 47,150,8                           | 49,0                               | 49,0                               |
| Медіана (років)                    | Медіана (років)                    | 53,155,3                           | 54,2                               | 54,2                               |
| — чоловіки — жінки                 |                                    |                                    |                                    |                                    |

| Походження мешканців:     | Походження мешканців:     | Походження мешканців: | Походження мешканців: | Походження мешканців: |
| ------------------------- | ------------------------- | --------------------- | --------------------- | --------------------- |
| Походження                |                           |                       | осіб                  | %                     |
| Корінні американці        | Корінні американці        |                       | 70                    | 3.68%                 |
| Інше північноамериканське | Інше північноамериканське |                       | 490                   | 25.79%                |
| Європейське               | Європейське               |                       | 1 690                 | 88.95%                |
| британське                | британське                |                       | 1 105                 | 58.16%                |
| французьке                | французьке                |                       | 145                   | 7.63%                 |
| українське                | українське                |                       | 685                   | 36.05%                |
| Латинськоамериканське     | Латинськоамериканське     |                       | 10                    | 0.53%                 |
| Азійське                  | Азійське                  |                       | 55                    | 2.89%                 |
| Океанійське               | Океанійське               |                       | 10                    | 0.53%                 |

| Зайнятість населення за галузями (за класифікацією NOC): | Зайнятість населення за галузями (за класифікацією NOC): | Зайнятість населення за галузями (за класифікацією NOC): | Зайнятість населення за галузями (за класифікацією NOC): | Зайнятість населення за галузями (за класифікацією NOC): |
| -------------------------------------------------------- | -------------------------------------------------------- | -------------------------------------------------------- | -------------------------------------------------------- | -------------------------------------------------------- |
|                                                          |                                                          |                                                          |                                                          |                                                          |
| Управління                                               | Управління                                               |                                                          | 19,4%                                                    | 19,4%                                                    |
| Бізнес, фінанси та адміністрування                       | Бізнес, фінанси та адміністрування                       |                                                          | 11,7%                                                    | 11,7%                                                    |
| Природничі та прикладні науки                            | Природничі та прикладні науки                            |                                                          | 1,5%                                                     | 1,5%                                                     |
| Охорона здоров'я                                         | Охорона здоров'я                                         |                                                          | 7,1%                                                     | 7,1%                                                     |
| Освіта, правозахист, муніципальні та урядові служби      | Освіта, правозахист, муніципальні та урядові служби      |                                                          | 10,7%                                                    | 10,7%                                                    |
| Мистецтво, культура, відпочинок та спорт                 | Мистецтво, культура, відпочинок та спорт                 |                                                          | 1,5%                                                     | 1,5%                                                     |
| Роздрібна торгівля та послуги                            | Роздрібна торгівля та послуги                            |                                                          | 15,3%                                                    | 15,3%                                                    |
| Гуртова торгівля, транспорт та обладнання                | Гуртова торгівля, транспорт та обладнання                |                                                          | 19,9%                                                    | 19,9%                                                    |
| Природні ресурси, сільське господарство                  | Природні ресурси, сільське господарство                  |                                                          | 10,7%                                                    | 10,7%                                                    |
| Виробництво                                              | Виробництво                                              |                                                          | 1,5%                                                     | 1,5%                                                     |

## Населені пункти
До складу сільського муніципалітету входить індіанська резервація Кізікувенін 61, а також хутори, інші малі населені пункти та розосереджені поселення.

## Клімат
Середня річна температура становить 1,2°C, середня максимальна – 22,4°C, а середня мінімальна – -25,5°C. Середня річна кількість опадів – 487 мм.
| Клімат поселення                              | Клімат поселення | Клімат поселення | Клімат поселення | Клімат поселення | Клімат поселення | Клімат поселення | Клімат поселення | Клімат поселення | Клімат поселення | Клімат поселення | Клімат поселення | Клімат поселення | Клімат поселення |
| Показник                                      | Січ.             | Лют.             | Бер.             | Квіт.            | Трав.            | Черв.            | Лип.             | Серп.            | Вер.             | Жовт.            | Лист.            | Груд.            |                  |
| Середній максимум, °C                         | −12,44           | −8,42            | −1,71            | 8,32             | 16,64            | 22,00            | 22,41            | 21,46            | 15,77            | 8,82             | −1,35            | −10,46           |                  |
| Середня температура, °C                       | −18,95           | −14,94           | −8,22            | 1,81             | 10,12            | 15,50            | 17,80            | 16,81            | 11,16            | 4,19             | −5,99            | −15,08           |                  |
| Середній мінімум, °C                          | −25,46           | −21,44           | −14,72           | −4,68            | 3,62             | 9,00             | 13,18            | 12,20            | 6,52             | −0,41            | −10,6            | −19,7            |                  |
| Норма опадів, мм                              | 24               | 16               | 27               | 25               | 53               | 83               | 72               | 63               | 48               | 30               | 21               | 25               |                  |
| Середньомісячна швидкість вітру, м/с          | 3.90             | 3.90             | 4.10             | 4.30             | 4.50             | 4.00             | 3.50             | 3.60             | 4.00             | 4.20             | 4.01             | 3.90             |                  |
| Середньомісячна сонячна радіація, кДж/м²·день | 3985             | 7307             | 12677            | 17105            | 20328            | 21437            | 22002            | 18575            | 12900            | 7735             | 4093             | 3095             |                  |
| --------------------------------------------- | ---------------- | ---------------- | ---------------- | ---------------- | ---------------- | ---------------- | ---------------- | ---------------- | ---------------- | ---------------- | ---------------- | ---------------- | ---------------- |
| Джерело:                                      |                  |                  |                  |                  |                  |                  |                  |                  |                  |                  |                  |                  |                  |